# Inka mitológia
Az inka mitológia az inka civilizáció legendáinak és kollektív emlékezetének univerzuma, amely a jelenlegi Kolumbia, Ecuador, Peru, Bolívia, Chile és Argentína területén zajlott, és mindenekelőtt szisztematikusan magába foglalja a középső felföld területeit, Perutól északra.
Az inka mitológia a politikai, kereskedelmi és katonai befolyásnak köszönhetően volt sikeres a Cuzcótól délre és északra fekvő területek meghódítása előtt, amely később a születő birodalom kialakulását eredményezte. A kecsua népek identitása Peruban és Bolíviában; és a Quichuas (Kichwa) Ecuadorban; osztoznak ebben a térbeli és vallási felfogásban, amely legjelentősebb istenségükön, Inti istenén keresztül egyesíti őket.
Az inka mitológiát saját legendák és mítoszok sorozata táplálta, amelyek fenntartották a Cuscóban központosított Inka Birodalom panteista vallását. Az inkák más vallásokhoz hasonlóan imádták isteneiket. Az istenek egyes neveit az inka nép különböző tartományaiban ismételték vagy ugyanúgy nevezték. Később ezek az istenek egyesültek, és létrehozták az úgynevezett igazi inka panteont. Amit az inka kozmogónia a hiedelmek terén alkalmazott, azt a birodalom kialakulásának folyamatában a gazdasági, társadalmi és közigazgatási átalakulások mellett az egyik legfontosabb eszköznek kell tekinteni.
Általánosságban elmondható, hogy az inka mitológia vagy vallás számos történetet és legendát tartalmaz, amelyek megpróbálják megmagyarázni vagy szimbolizálni az inka hiedelmeket.

## Inka istenek
(Con Ticsi) Viracocha – az égi atya az inkák főistene, a teremtő. Kíséretében gyakran ott találjuk az átalakító hőst, aki kiteljesíti az isten művét és megtanítja az embereket a műveltség alapjaira. A világot először óriásokkal népesítette be. Elpusztítva őket megalkotta az embereket, az eget és a szivárványt.
Intiilapa – a mennydörgés, a jégeső, a záporeső istene. Különös tisztelet övezte.
Inti – a Nap, az inka dinasztia őse, a birodalom istene. Tisztelete összemosódott fiának, Inkának kultuszával. Az inka uralkodók politikai okokból tették főistenné, így ők is osztoztak isteni jellegében, és a hatalmuk is nagyobbá vált. A téli napforduló szertartásán Intit jelképesen az Intihuatana oszlophoz kötözték, így biztosítván visszatérését a következő évben. Az Inti tiszteletére rendezett ünnepségeken gyakori volt az állat és gyermekáldozat.
Mama Quilla - a Hold istennője, a Nap nővére és hitvese. Kísérőit a bolygók és a csillagok képezték (a Vénusz kivételével, amely maga is istennő volt).
Inka – a Nap fia, isten volt. Védelmező fétisét (kőmásolatát) az indián mindig magánál hordta. Sok fétise volt, isteneikről szobrot készítettek és ezeket kultikus tisztelet övezte.
Az indiánok a huakákat (szent dolgokat) is imádták. Ezek lehettek hegyek, tavak, barlangok, források, épületek, kis kőhalmok stb.
A perui indiánok tiszteltek bizonyos csillagokat, amelyekben egy-egy áldozati állat égi képét látták. Ezek az állatok földi megfelelőiknek őrzői és védelmezői voltak. Úgy hitték, hogy a csillagokban szellemek laknak.

## Áldozat az isteneknek
Az Inka Birodalom indián lakosai állatokat áldoztak isteneiknek. Ezeket az állatokat külön célra nevelték, és mágikus, természetfeletti lényeknek tekintették őket. Az áldozati állatok csak háziállatok lehettek, minthogy az emberek csakis attól várhatnak sok jót, amit a munkájukkal szereznek meg. Titokzatos rokonságot éreztek irántuk. Szerintük a halottak szelleme ezekbe az állatokba költözött vissza, és a jövőt is megjósolhatják. Az ilyen állatok között élt a láma is.
Katasztrófák idején feltehetően sor került emberáldozatokra is, az inkák mégis inkább más, mai szemmel nézve éppoly bizarr szokásokat követtek. A koponyatorzítást, például a magas rangú nőknél alkalmazták, feltehetően a divat parancsára. Születése után a csecsemő fejét deszkakeretbe fogták, szíjakkal jó erősen rögzítették, s csak a késő ifjúkorban, amikor a fej már teljesen deformálódott és megcsontosodott, távolították el. Talán ez a különös szokás tette szükségessé a még különösebb koponyalékelést, melynek során a koponyacsont meglehetősen nagy darabjait vágták ki a tumis-nak nevezett rituális késekkel.

## Az első inkák története
Mielőtt az inkák megjelentek volna a földön, azt bozótosok és magas hegyek borították. Az embereknek nem volt vallásuk, törvényeik, falvaik, és házaik sem. Barlangokban éltek, nyers hússal, gyökerekkel, bogyókkal táplálkoztak.
Egy napon teremtőjük, a Nap megszánta őket, és elküldte hozzájuk két gyermekét, fiát, Ayar Mankót és lányát Mama Okljót. Megparancsolta nekik, hogy tanítsák meg az embereknek, hogyan kell háziállatokat tartani, növényeket termeszteni, gyapjút fonni, festeni, ékszereket és szerszámokat készíteni, és azt is, hogy alapítsanak fővárost. Adott nekik egy aranybotot, és ahol az minden nehézség nélkül belesüllyed a földbe, ott fogják felépíteni a várost, Cuzcót és innen igazgatják majd az új birodalmat.
Másnap reggel megérkeztek a Titicaca-tóhoz. Pompás ékszerek csillogtak a vízben, mintha arany égitestek lettek volna. Az emberek, akik a bokrok mögül leselkedtek, mindjárt tudták, hogy isteneket pillantottak meg. Elhatározták, hogy követik őket, hogy lássák, miért jöttek e földre.
Ayar Manko és Mama Okljo nyomban elindultak észak felé, és sok nap után a testvérpár egy gyönyörű völgybe ért. Ezt később Huamakaurinak nevezték el. A nap különös fénnyel ragyogott az égen, és az aranybot könnyen belehatolt a földbe.
A fiú így szólt nővéréhez: apánk parancsát akarata szerint teljesítettük. Nézd a sok vadembert körülöttünk, menjünk oda hozzájuk, és mondjuk el nekik is a jó hírt. Aztán én észak felé megyek, te pedig a déli irányba indulsz el, és hamarosan újra találkozunk itt, hogy felépítsük birodalmunk első épületeit.
Az emberek minden szavukat értették, és teljes bizalommal csatlakoztak hozzájuk, mert hittek abban a világban, melyről a testvérek oly szépen beszéltek.
Alig múlt el néhány nap, és sok ezer férfi és nő követte Ayar Mankót, és Mama Okljót. Hamarosan több millióan lettek.

## Cuzcováros megalapítása
Az indiánok segítségével nekiláttak a város építésének. Ám legnagyobb bánatukra minden épület, melyet felraktak, azonnal összedőlt, mert azon a vidéken heves szél fújt. Ayar Mankónak ekkor az jutott az eszébe, hogy a szelet be kell zárni. Ekkor találkozott Ayar Ucsoval, aki egy napot adott a fiúnak a város felépítésére, mert sajnálta a foglyul ejtettet. Ayar Manko ekkor szolgájával együtt felment a legmagasabb hegy tetejére, és a napot odakötözték egy hatalmas kősziklához.
A város szépen el is készült. Ayar Manko hatalmas hegyeket teremtett a város köré, nehogy megint összedőljenek az épületek. Majd a fiú feleségül vette testvérét, Mama Okljót, és ők ketten alapították meg az első inka dinasztiát, mely a Manko Kapak nevet kapta.

## A pásztor és a nap leánya
Akoyanapanának jutott az a feladat, hogy az uralkodó áldozati lámáit őrizze. Nagyon szép férfi volt, és gyönyörűen tudott furulyázni. Egy nap, ahogy nyáját őrizte, találkozott két szép lánnyal a réten. A pásztor azonnal felismerte őket, a Nap gyermekeit. Tudta hogy a közeli templomban élnek, minden nap sétálni járnak, este pedig hazatérnek. Az őrök mindig ellenőrzik hogy nem visznek e valamit a templomba.
A pásztor mindjárt beleszeretett Csukiljantóba, és a lány is Akoyanapába, mert elbűvölte szépsége, és a furulyáján felcsendülő csodálatos zene.
Alig tudott elszakadni tőle, nem is vacsorázott, hanem bezárkózott a szobájába és ott sírt egész éjjel.
A templom díszes volt, falait aranylevelek és finoman faragott szobrocskák díszítették. Közepén négy forrás fakadt, melynek kristálytiszta vize öntözte a birodalom tartományát. Itt laktak a Napszüzek, akik egész életüket az égitestnek és fiának szentelték.
A palota gyönyörű volt, de a lány most már meg se látta ezt a szépséget és gazdagságot, szomorúságában napról napra soványodott. Egyik este Csukiljanto különös álmot látott. Egy madár szállt a térdére és ezt mondta neki: szép hercegnő, ne sírj. Ha viszont akarod szerelmedet látni, ülj a négy forrás közé, gondolj rá erősen, és énekelj egy dalt az emlékére. Ha a források együtt dalolnak veled, teljesül a kívánságod.
Csukiljanto így is cselekedett. Másnap elment a pásztorhoz, de csak az anyja volt otthon, akitől elkért egy pásztorbotot, és bevitte a palotába. A szobájában a bot azonnal visszaváltozott Akoyanapává, és minden este így találkoztak. Egy nap azonban az őr rájött a turpisságra. A két fiatal menekült a hegyeken át. Zengett az ég, a fák jobbra-balra hajladoztak, némelyikük tövestül kifordult a földből, sziklák zuhantak mindenfelé.
A Naptemplom őre sóbálvánnyá dermedt, azt hitte itt a világvége. Ez idő alatt a pásztor és a lány tovább futott és elérkeztek a hegy tetejére. Ekkor egy óriási villám világította meg az eget, és a szerelmespár sziklává változott. Még ma is megtalálhatóak, egymásra dőlve.